# Bronisław Nowiński
Bronisław Nowiński herbu Nowina (ur. 8 września 1853 w Piotrkowicach (woj. małopolskie), zm. 8 lutego 1922 w Leżajsku) – Burmistrz Leżajska, szlachcic w Tryńczy.

## Biografia
Bronisław Nowiński urodził się w Leżajsku, był synem Franciszka Nowińskiego i Ludwiki Hubickiej. Ożeniony z Zofią Dolińską herbu Sas (córką Franciszka Sas Dolińskiego i Józefy Miśki z Mrowli), z tego małżeństwa w 1896 roku urodził się syn Marian Nowiński. W latach 1898-1900 był burmistrzem komisarycznym, a w latach 1900-1916 burmistrzem Leżajska. Był kuratorem szkoły koszykarskiej, która powstała w 1908 roku. W 1908 roku kupił od Kazimiery Banhidy (z Kellermanów) za 100 tys. koron folwark w Tryńczy wraz z częścią Gorzyc i Wólką Małkową. Za pieniądze uzyskane ze sprzedaży folwarku został zbudowany murowany kościół parafialny w Tryńczy. Zmarł 8 lutego 1922 roku w Leżajsku.